# CA 주벤투스
클루비 아틀레치쿠 주벤투스(Clube Atlético Juventus)는 주벤투스로 잘 알려진 브라질의 축구단으로 상파울루주의 무카를 연고로 한다.

## 역대 감독
| 감독                  | 임기        |
| --------------------- | ----------- |
| 세르지우 파리아스     | 1999 ~ 2000 |
| 아르투르 베르나르지스 | 2007        |